# Coppa Florio
Coppa Florio (pierwotnie Coppa Brescia) – wyścig samochodowy, odbywający się w latach 1900, 1904-1905, 1907-1908, 1914, 1921-1922, 1924-1929 na czterech różnych torach – Brescia, Bolonia, Saint-Brieuc oraz Madonie. Od 1914 roku był organizowany wspólnie z Targa Florio.

## Zwycięzcy
Na żółto zaznaczone rundy zaliczane do Mistrzostw Europy AIACR
| Data              | Tor          | Kierowca                 | Konstruktor              |
| ----------------- | ------------ | ------------------------ | ------------------------ |
| 10 września 1900  | Brescia      | Alberto Franchetti       | Panhard & Levassor 12 HP |
| 5 września 1904   | Brescia      | Vincenzo Lancia          | Fiat 75 HP               |
| 4 września 1905   | Brescia      | Giovanni Battista Raggio | Itala 112 HP             |
| 1 września 1907   | Brescia      | Ferdinando Minoia        | Isotta-Fraschini         |
| 6 września 1908   | Bologna      | Felice Nazzaro           | Fiat                     |
| 31 maja 1914      | Madonie      | Felice Nazzaro           | Nazzaro                  |
| 4 września 1921   | Brescia      | Jules Goux               | Ballot 3L                |
| 19 listopada 1922 | Madonie      | André Boillot            | Peugeot                  |
| 27 kwietnia 1924  | Madonie      | Christian Werner         | Mercedes-Benz TF         |
| 3 maja 1925       | Madonie      | André Boillot            | Peugeot                  |
| 25 kwietnia 1926  | Madonie      | Bartolomeo Costantini    | Bugatti Type 35 T        |
| 17 lipca 1927     | Saint-Brieuc | Robert Laly              | Ariès                    |
| 6 maja 1928       | Madonie      | Albert Divo              | Bugatti Type 35 B        |
| 5 maja 1929       | Madonie      | Albert Divo              | Bugatti Type 35 C        |